# Marc Clotet
Marc Clotet Fresquet (Barcelone, 29 avril 1980) est un acteur espagnol surtout connu pour ses rôles dans des séries télévisées et des films tels que Physique ou Chimie et La voz dormida.

## Biographie
Après avoir étudié l'administration des affaires et la gestion à l'École supérieure d'administration et de direction d'entreprises (ESADE), Clotet a commencé sa carrière d'acteur en faisant des apparitions dans des séries régionales telles que Estació d'enllaç et Tocats de l'ala, toutes deux produites par TV3. En 2007, il a rejoint le casting de la longue série de fiction de la télévision régionale catalane El cor de la ciutat, où il a joué le rôle de Iago dans les huitième et neuvième saisons.
En 2008, il a rejoint le casting de la douzième saison de la série d'Antena 3 El comisario, dans le rôle de Pau Montaner, un policier de Barcelone qui arrive au commissariat à un moment délicat.
En 2009, il a obtenu le rôle qui lui a apporté le plus de notoriété jusqu'à présent. Il incarne le professeur d'éducation physique Vicente Vaquero dans la série jeunesse Physique ou Chimie, diffusée sur Antena 3 de la quatrième à la septième saison.
En 2011, il joue dans le film La voz dormida aux côtés de María León et Inma Cuesta, une adaptation du roman du même nom de l'écrivaine Dulce Chacón réalisée par Benito Zambrano. Il y interprète le rôle de Paulino, qui lui vaut une nomination dans la catégorie meilleur espoir masculin aux Prix Goya,.
En 2012, il a été à la tête de la distribution de la mini-série Guernica sous les bombes, un drame historique qui raconte différentes histoires entrelacées qui se déroulent dans le contexte du bombardement brutal de la ville basque de Guernica le 26 avril 1937 par la Légion Condor appartenant à la Wehrmacht.
L'année 2013 a été riche en projets pour lui. Il a présenté en avant-première le film La Star, aux côtés de Carmen Machi et Íngrid Rubio. En outre, il a rejoint la distribution du feuilleton tabletime Amar es para siempre, où il a joué le rôle de Mauro Jiménez pendant la première saison de la série d'Antena 3,.
Il a participé à plusieurs biopics tels que le téléfilm L'últim ball de Carmen Amaya pour TV3, aux côtés de Nora Navas, et le film La luz con el tiempo dentro, qui raconte la vie de l'écrivain Juan Ramón Jiménez,.
En 2016, il rejoint la distribution de la nouvelle série télévisée espagnole El caso. Crónica de sucesos, où il joue le rôle de Gerardo aux côtés de Verónica Sánchez, Antonio Garrido et Fernando Guillén Cuervo. Malgré les bonnes critiques reçues, RTVE a publié un communiqué de presse annonçant qu'elle ne renouvellerait pas la série pour une deuxième saison.
En 2019, il rejoint le casting de la deuxième saison de la telenovela Por amar sin ley de Televisa. il est également à l'affiche de la série de TV3 Les Filles du rink, avec un rôle secondaire. Les droits de la série ont été achetés par Netflix, de sorte qu'elle peut être vue sur cette plateforme dans le monde entier.

## Vie personnelle
Marc Clotet est le frère de l'actrice Aina Clotet et le fils du Dr Bonaventura Clotet, figure de proue de la recherche sur le VIH/sida. C'est pourquoi il a participé, avec sa sœur et d'autres personnalités, à de nombreuses collectes de fonds en faveur de la guérison de cette maladie,.
Il a épousé l'actrice cubaine Ana de Armas à l'été 2011, lors d'une cérémonie intime sur la Costa Brava. Leur relation a connu des hauts et des bas, avec de constantes rumeurs de crise, accentuées par les rares occasions où ils ont assisté ensemble à des événements publics. Les rumeurs de séparation ont finalement été confirmées lors du gala des prix Goya. Ana et Marc ont divorcé en 2013.
En 2014, il a entamé une relation avec l'actrice Natalia Sánchez, avec laquelle il a été vu en août 2016 lors de la célèbre paellada indépendantiste organisée par Pilar Rahola et à laquelle assistait le président de la Généralité de Catalogne de l'époque, Carles Puigdemont. En août 2018, le couple a annoncé sur les médias sociaux qu'il attendait son premier enfant. Leur fille est née le 8 janvier 2019, un mois avant terme, à Barcelone. Leur deuxième enfant, Neo, est né le 19 mai 2020, également à Barcelone.

## Filmographie

### Télévision

#### Séries télévisées
| Année       | Titre (original)             | Titre (traduction)                   | Personaje                  |
| ----------- | ---------------------------- | ------------------------------------ | -------------------------- |
| 1997        | Estació d'enllaç             | Poste de liaison                     | Excursionista              |
| 1997        | Tocao del ala                | Toucher de l'aile                    |                            |
| 2007 - 2009 | El cor de la ciutat          | Le coeur de la ville                 | Iago                       |
| 2008 - 2009 | El comisario                 | Le Commissaire                       | Pau Montaner               |
| 2009        | Els Abans de Déu             | Devant Dieu                          | Álex                       |
| 2009 - 2011 | Física o Química             | Physique ou Chimie                   | Vicente Vaquero Castiñeira |
| 2012        | Gernika bajo las bombas      | Guernica sous les bombes             | Ángel                      |
| 2013        | Amar es para siempre         | L'amour est éternel                  | Mauro Jiménez de Baños     |
| 2014        | L'últim ball de Carmen Amaya | La dernière balle de Carmen Amaya    | Agüero                     |
| 2016        | El Caso: Crónica de sucesos  | L'affaire : Chronique des événements | Gerardo Zabaleta           |
| 2017        | Tiempos de guerra            | Temps de guerre                      | Alejandro Prada            |
| 2019        | Por amar sin ley             | Pour aimer sans loi                  | Adrián Carvallo            |
| 2019        | Les de l'hoquei              | Les Filles du rink                   | Germán Ruestes Hernández   |
| 2020        | Madres. Amor y vida          | Mères. L'amour et la vie             | Alberto                    |

#### Programmes télévisés
- Vitamina (Vitamine), en tant que présentateur pour TV3 (1994)

### Cinéma

#### Longs métrages
- Mil cretinos (Mille crétins), dans le rôle de Príncipe Formós. Réalisé par Ventura Pons (2011)
- La voz dormida (La voix dormante), dans le rôle de Paulino González "El chaqueta negra". Réalisé par Benito Zambrano (2011)
- La Estrella (La Star), dans le rôle de Salva. Réalisé par Alberto Aranda (2013)
- La luz con el tiempo dentro (La lumière avec l'heure), dans le rôle de Juan Ramón Jiménez. Réalisé par Antonio Gonzalo (2015)
- El jugador de ajedrez (Le joueur d'échecs), dans le rôle de Diego Padilla. Réalisé par Luis Oliveros (2017)

#### Courts métrages
- Comeparedes, second-rôle. Réalisé par Nuria de la Torre (2008)
- Canaletas (Gouttières), second-rôle. Réalisé par Lara Serodio (2009)
- Emprendedores 014 (Les entrepreneurs 014), dans le rôle de Willy. Réalisé par Jesús Salvo (2014)
- Élite 1997, dans le rôle du professeur Martín. Netflix (2019)

### Théâtre
- Brilliant traces (Des traces brillantes). Réalisé par Cindy Lou Johnson (2007)
- Romance. Réalisé par Neil Labute (2009)
- Amantes (Amants). Réalisé par Álvaro del Amo (2014)
- Tengo tantas personalidades que cuando digo te quiero no sé si es verdad (J'ai tellement de personnalités que lorsque je dis je t'aime, je ne sais pas si c'est vrai). Réalisé par Jesús Cracio (2015)

## Prix et nominations
- Nommé au prix Goya du meilleur nouvel acteur pour La voz dormida (2011)[7].
- Prix Cosmopolitan Fragrances du meilleur visage masculin essentiel pour un film pour La voz dormida (2012)[26].